# Illa de Wilczek
L'illa de Wilczek (en rus: Остров Вильчека; Ostrov Vil'cheka) és una illa de la Terra de Francesc Josep, Rússia.

## Geografia
L'illa fa uns 10 quilòmetres de llargada i es troba al sud-oest de l'illa de Salm, de la qual es troba separada per un canal de 3 quilòmetres d'ample. L'illa no està coberta de gel de manera majoritària, a excepció de dos petits casquets de gel, un al nord i un altre més petit al sud. El seu punt més alt es troba a 187 msnm.
Aquesta illa no s'ha de confondre amb la gran Terra de Wilczek, situada al mateix arxipèlag i que porta el nom de la mateixa persona, el comte austrohongarès Johann Nepomuk Wilczek. El comte Hans Wilczek va ser el patrocinador més important de l'expedició austrohongaresa al Pol Nord de 1872 a 1874.

## Història
L'illa de Wilczek va ser la primera illa de l'arxipèlag Terra de Francesc Josep que va trepitjar l'expedició austrohongaresa al Pol Nord l'1 de novembre de 1873. A principis de març de 1874 s'hi va enterrar a Otto Krisch, membre de l'expedició que havia mort d'escorbut, i es va aixecar un cairn amb un missatge en un contenidor segellat informant sobre el nou descobriment.
El 5 d'agost de 1991 el vaixell alemany Dagmar Aaen de l'expedició d'Arved Fuchs va arribar a l'illa de Wilczek. Fuchs va desenterrar l'ampolla de l'expedició austrohongaresa d'entre les pedres del cairn, però l'escriptura era il·legible. El document va ser portat a la seu de l'Oficina Federal de Policia Criminal de Wiesbaden on aconseguiren desxifrar l'escrit i es va confirmar que era una nota dels exploradors polars Julius von Payer i Karl Weyprecht. El document es troba al Museu Naval Alemany de Bremerhaven.